# Dendrographa
Dendrographa es un género de hongos liquenizados en la familia Roccellaceae.